# Lester Randolph Ford Jr.
Lester Randolph Ford Jr. (23 settembre 1927 – 26 febbraio 2017) è stato un matematico statunitense.
Figlio del matematico Lester Randolph Ford Sr., la sua attività di ricerca era concentrata su problemi inerenti alle reti di flusso. Nel 1956 riscoprì e pubblicò quello che sarebbe divenuto noto come algoritmo di Bellman-Ford, già pubblicato da Alfonso Shimbel nel 1955 e successivamente riscoperto indipendentemente e ripubblicato da Edward Forrest Moore nel 1957 e da Richard Bellman nel 1958.
Introdusse insieme a Delbert Ray Fulkerson il teorema del flusso massimo e taglio minimo e il relativo algoritmo di Ford-Fulkerson per la soluzione del problema del flusso massimo, pubblicato in un report nel 1954 e in un articolo nel 1956.